# Белониди
Белониди (на каталонски: Beŀlònides, на испански: Bellónidas; на френски: Bellonides, Bellonids, Belloniden) са готско-каталонска династия, която съществува в директна мъжка линия от началото на 9 век до 1327 г..
Прародител е гота Бело († сл. 812), каролингски граф на Каркасон. Родът дава за кратко херцози на Аквитания.
Бело е също прародител и на Барселонската династия чрез женитбата на дъщеря му за граф Зунифред I от Барселона († 848).  Тези наследници съществуват по мъжка линия до 1410 г. и дават кралете на Арагон..